# Rakůvka
Rakůvka (německy Klein Rakau) je obec v okrese Prostějov v Olomouckém kraji. Žije zde 106 obyvatel.

## Historie
První písemná zmínka o obci pochází z roku 1374 (in medio Rakowe Morauicali).

## Přírodní poměry
Západní hranici katastru obce tvoří potok Pilavka.

## Obyvatelstvo

### Struktura
Vývoj počtu obyvatel za celou obec i za jeho jednotlivé části uvádí tabulka níže, ve které se zobrazuje i příslušnost jednotlivých částí k obci či následné odtržení.
| Místní části   | Místní části | 1869 | 1880 | 1890 | 1900 | 1910 | 1921 | 1930 | 1950 | 1961 | 1970 | 1980 | 1991 | 2001 | 2011 | 2021 |
| -------------- | ------------ | ---- | ---- | ---- | ---- | ---- | ---- | ---- | ---- | ---- | ---- | ---- | ---- | ---- | ---- | ---- |
| Počet obyvatel | část Rakůvka | 183  | 199  | 192  | 221  | 218  | 222  | 211  | 167  | 162  | 135  | 127  | 118  | 103  | 96   | 94   |
| Počet domů     | část Rakůvka | 27   | 30   | 32   | 33   | 32   | 32   | 39   | 41   | 39   | 35   | 33   | 36   | 39   | 40   | 39   |

## Obecní správa
Mezi lety 1869–1980 Rakůvka byla obcí v okrese Litovel (1869–1950) a později v okrese Prostějov. Od 1. července 1980 do 23. listopadu 1990 patřila jako část obce k Bohuslavicím a od 24. listopadu 1990 je opět samostatnou obcí.

### Obecní symboly
Znak a vlajka byly obci uděleny rozhodnutím předsedy Poslanecké sněmovny Parlamentu České republiky dne 13. listopadu 2002.

## Fotogalerie

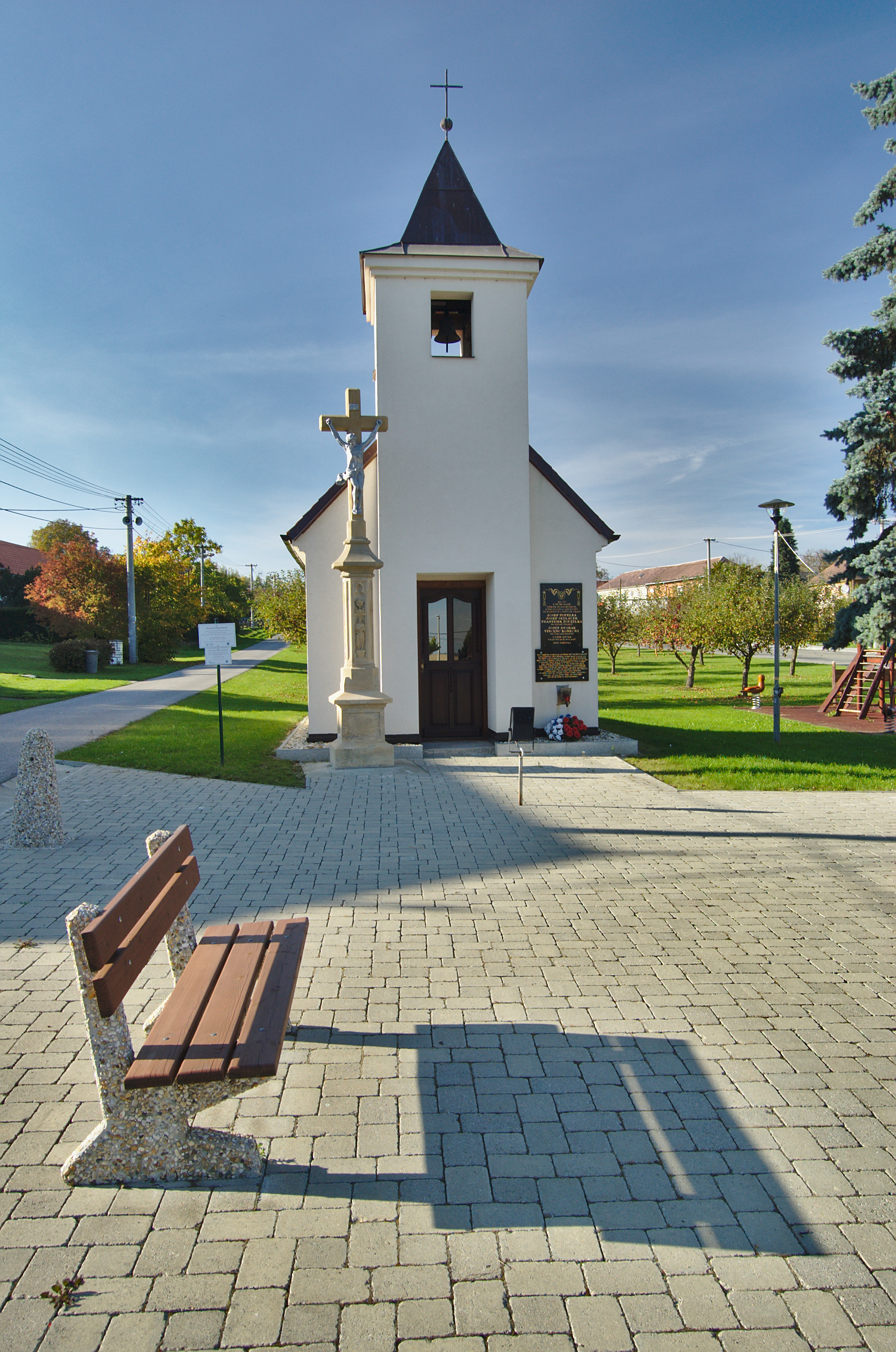
Kaple Nanebevzetí Panny Marie a kříž
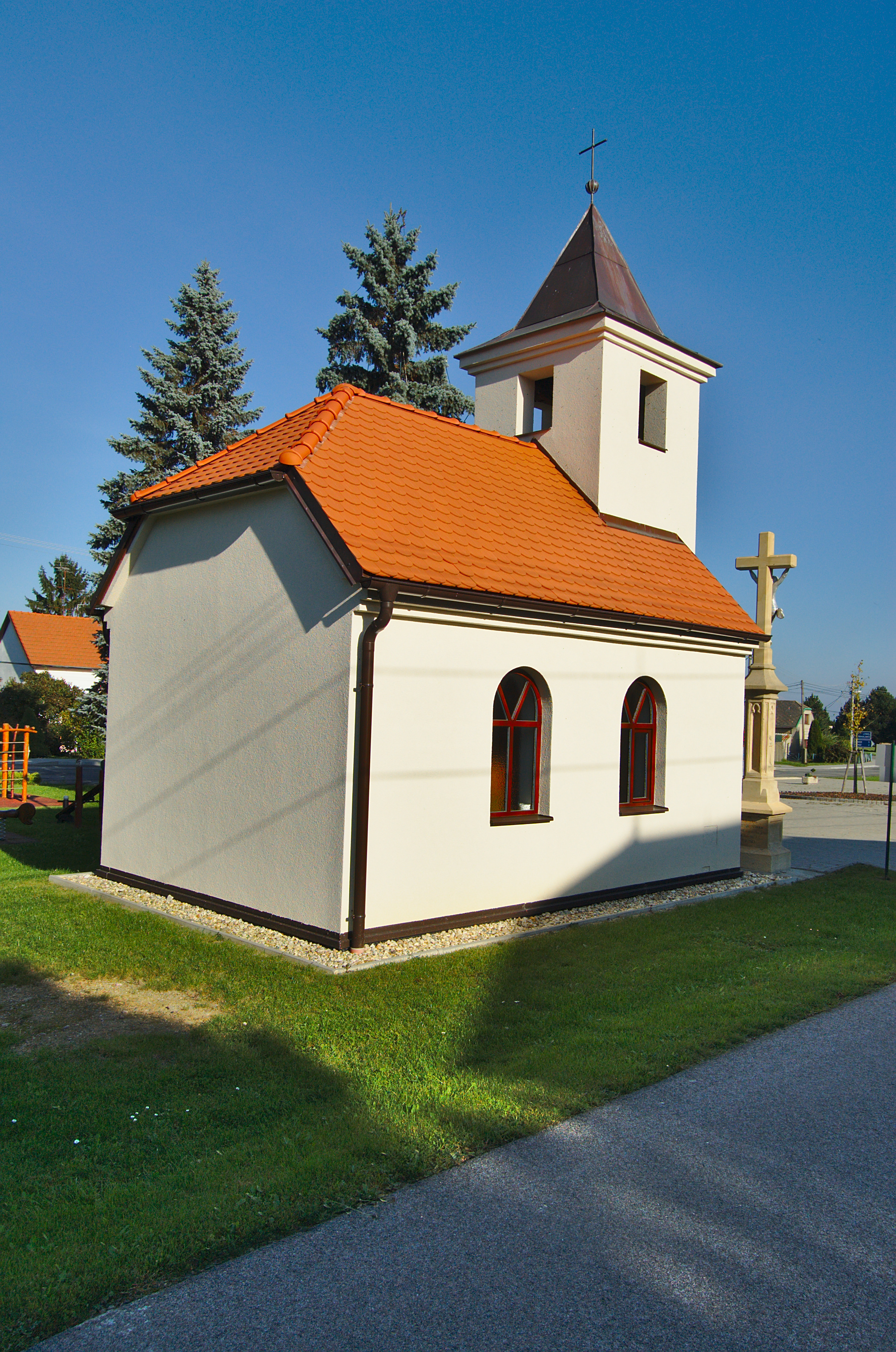
Kaple Nanebevzetí Panny Marie - zadní pohled
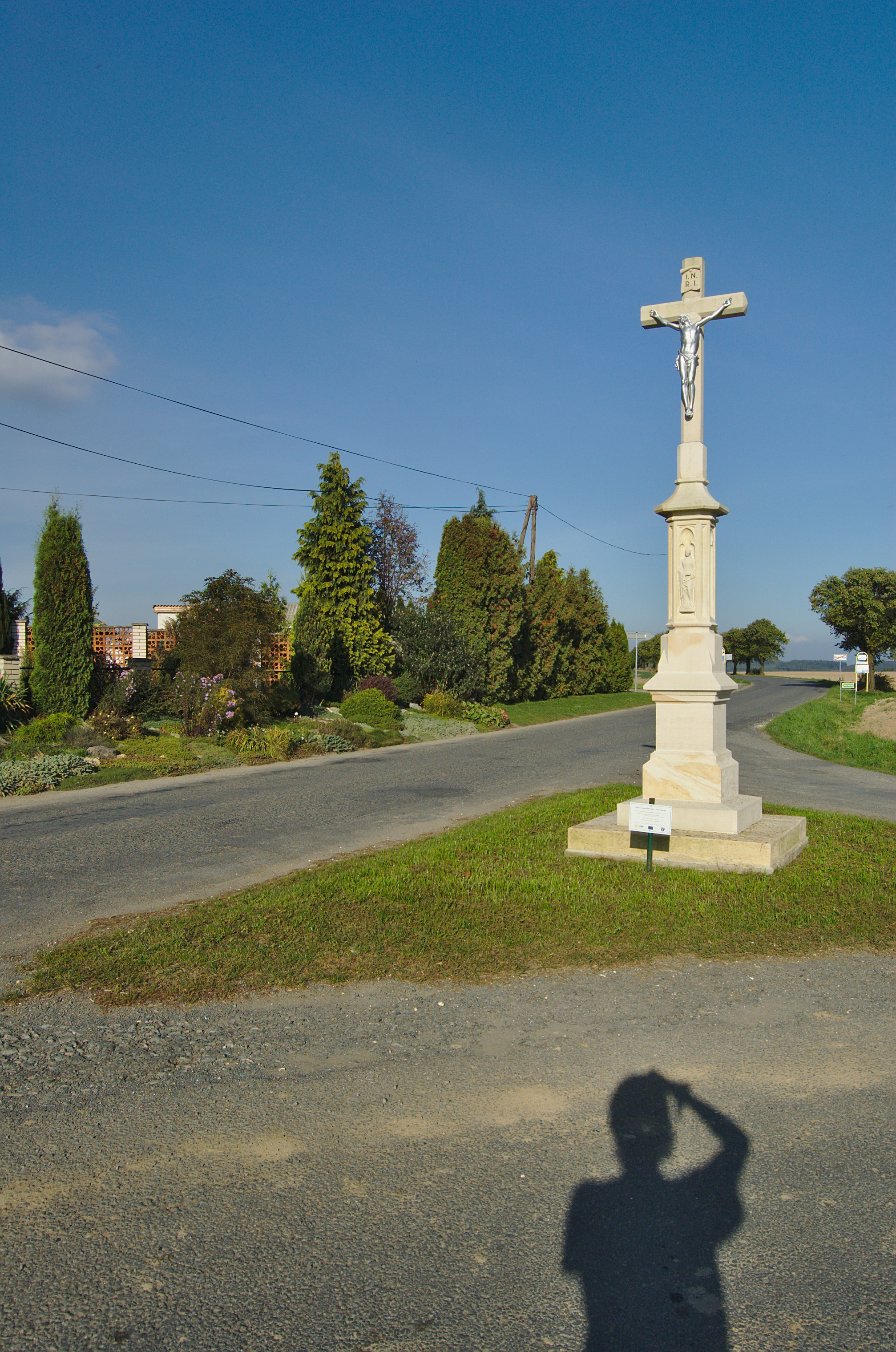
Kříž na konci obce u rozcestí Raková - Bohuslavice
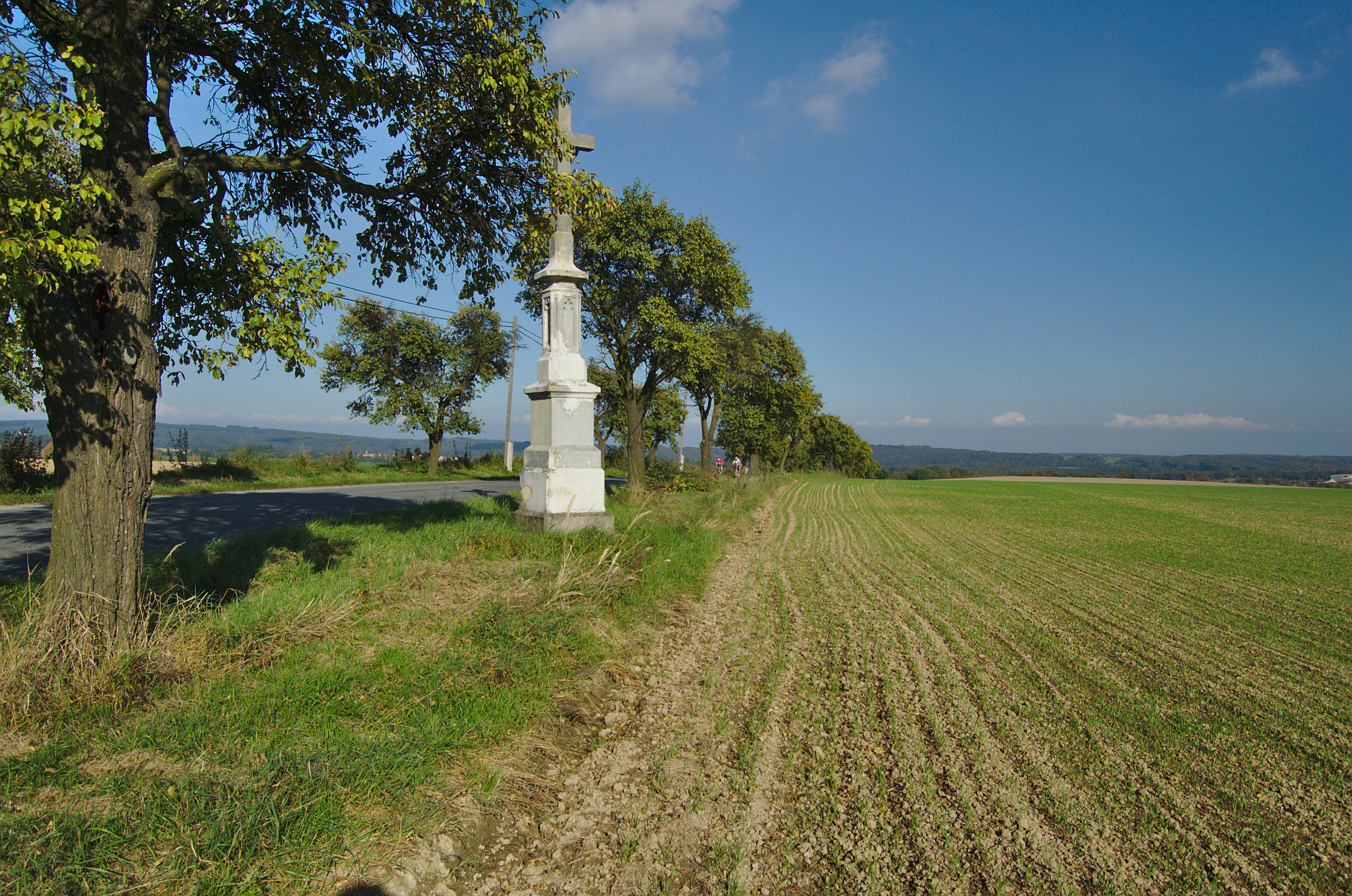
Kříž u silnice mezi obcemi Ochoz a Rakůvka
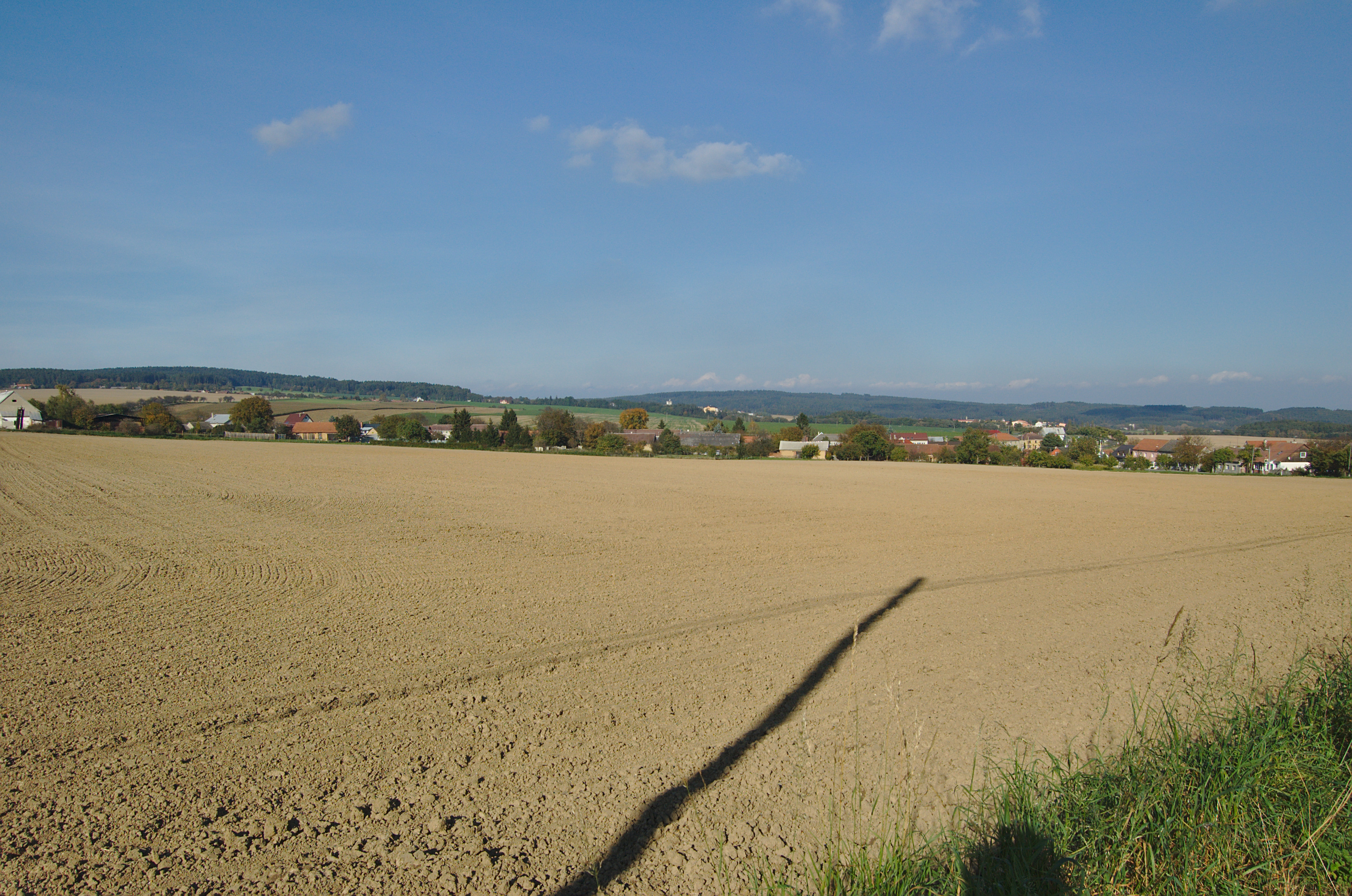
Pohled na obec od jihozápadu
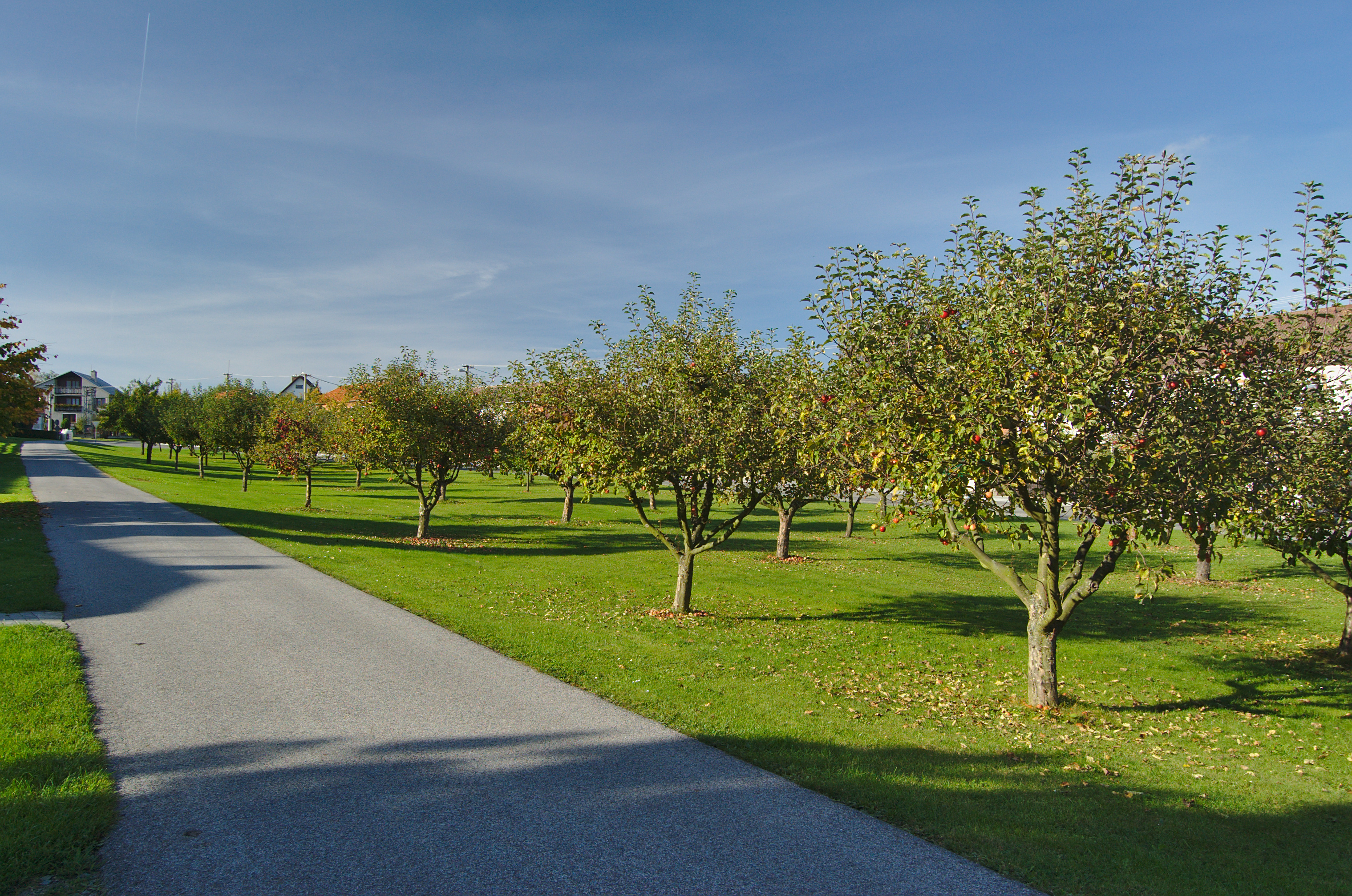
Sad na návsi